# 石田村 (岐阜県羽栗郡)
石田村（いしだむら）は岐阜県羽栗郡にあった村。明治7年（1874年）のみ公式上存在した。現在の各務原市神置。
もともと木曽川流域に属していた地域で、氾濫のために地形が入り乱れ、間嶋村と共存状態にあったが、間嶋村側が東本願寺派明通寺を建立し、領主であった旗本坪内氏に間嶋村として届け出たため、氏神の違いも含め、両村は抗争が絶えなかった。地名としては、間嶋村が通称として使われた。しかし、明治になっても抗争は続いたため、ついに羽栗郡は明治7年（1874年）、一時的に石田村を認めた。しかし、両村ともに境界線を持ち合わせないことから、明治8年（1875年）、当時の岐阜県の命令により合併する。村名は、東間島村が熊野神社、西間島村が八幡神社を鎮守として対立したのを、両者を併置して和合させようとしたことによる。